# John Leslie (ator pornô)
John Leslie Nuzzo  (25 de janeiro de 1945 - 5 de dezembro de 2010) foi um prolífico ator pornográfico norte-americano que passou a ter uma carreira de longa duração como produtor e diretor de filmes adultos.